# Compiano
Compiano es un municipio italiano situado en la provincia de Parma, en Emilia-Romaña. Tiene una población estimada, a fines de agosto de 2024, de 1043 habitantes.

## Demografía
| Gráfica de evolución demográfica de Compiano entre 1861 y 2024 |
|                                                                |
| Fuente: ISTAT - Elaboración gráfica de Wikipedia               |